# マラテーア
マラテーア（イタリア語: Maratea）は、イタリア共和国バジリカータ州ポテンツァ県にある、人口約5,100人の基礎自治体（コムーネ）。

## 地理

### 位置・広がり

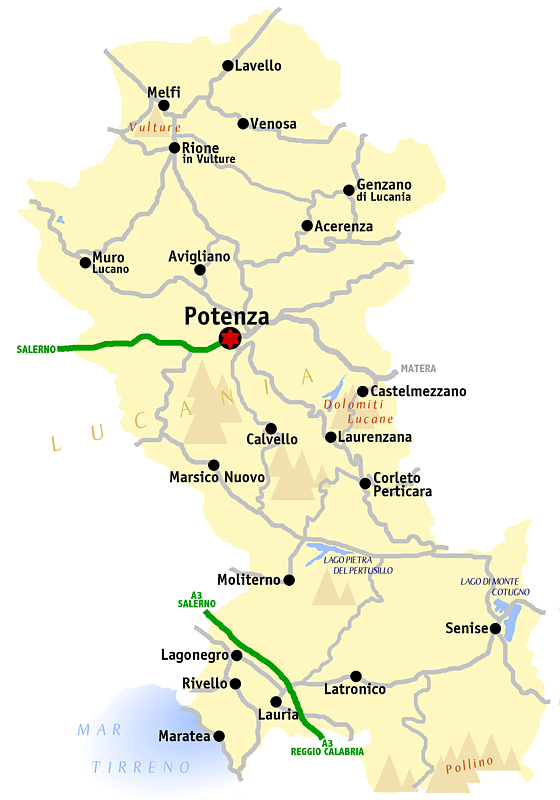
ポテンツァ県概略図

#### 隣接コムーネ
隣接するコムーネは以下の通り。
- リヴェッロ
- サプリ (SA)
- トルトラ (CS)
- トレッキナ

## 行政

### 分離集落
マラテーアには以下の分離集落（フラツィオーネ）がある。
- Acquafredda, Brefaro, Castrocucco, Cersuta, Fiumicello-Santavenere, Marina, Massa, Porto, Santa Caterina